# La Gomera (Guatemala)
La Gomera é uma cidade da Guatemala do departamento de Escuintla.